# Hintergrundsterben
Der Begriff Hintergrundsterben bezeichnet das normale Aussterben von Tierarten über gewisse Zeiträume: Säugetierarten existieren (ohne menschlichen Einfluss) üblicherweise für ca. zehn Millionen Jahre. Nach Schätzungen von Paläontologen sind von allen Arten, die je auf der Erde lebten, insgesamt 99 Prozent verschwunden; im Gegensatz dazu liegt die aktuelle, vom Menschen ausgelöste Massenaussterberate ca. 1.000- bis 10.000-fach über der normalen Hintergrundaussterberate.
Es wird unter anderem aufgrund von paläontologischen Erkenntnissen geschätzt, dass die meisten Arten etwa 1 bis 10 Millionen Jahre überstehen. Wenn konservativ die Gesamtzahl aller Arten auf 10 Millionen geschätzt wird, beträgt das „Hintergrundsterben“ 1–10 Arten pro Jahr (0,00001 % bis 0,0001 % pro Jahr).